# Читаку, Рамадан
Рамадан Читаку (алб. Ramadan Çitaku; 1914, Митровица — 1990) — албанский коммунистический политик, член Политбюро ЦК Албанской партии труда. Будучи уроженцем Косово, он стал одним из основателей Коммунистической партии Албании, членом Генерального совета Национально-освободительного фронта Албании во время Второй мировой войны, занимал пост министра финансов Албании и работал дипломатом.

## Биография
Рамадан Читаку родился в косовском городе Митровица. Он учился в Технической школе Гарри Фульца в Тиране, столице Албании, вместе с другими видными в будущем албанскими коммунистами, такими как Анастас Люля, Садик Премтья, Мухамет Гёлеша, Мехмет Шеху и Садик Ставалеци. Читаку был одним из основателей Коммунистической партии Албании, которая в 1948 была преобразована в Албанскую партию труда. Он представлял молодёжное крыло партии. В марте 1943 года Читаку был избран членом Центрального комитета партии и его Политбюро.
Будучи доверенным лицом югославского коммуниста Миладина Поповича, Читаку принимал активное участие во Второй мировой войне под псевдонимом Ибрагима Бачи. Он вошёл в состав Совета Национально-освободительного фронта Албании, состоявшего из 118 человек и созданного на Перметском конгрессе, который прошёл 24 мая 1944 года. Этот совет выполнял роль переходного парламента и сформировал временное правительство, сыграв решающую роль в приходе коммунистов к власти в Албании. В 1945 году Читаку стал членом Учредительного собрания (алб. Asambleja Kushtetuese), первого албанского парламента в послевоенный период. Он работал в нём до 1950 года.
22 октября 1944 года, благодаря его военным заслугам и несмотря на отсутствие каких-либо выдающихся знаний и навыков в области финансов, Читаку был назначен министром финансов в правительстве Энвера Ходжи. Он находился на этой должности до 6 февраля 1948 года, когда его сменил Кичо Нгела. В 1946 году он стал первым председателем Общества албано-югославской дружбы (алб. Shoqata e miqësisë Shqipëri-Jugosllavi), а в 1947—1948 годах являлся послом Албании в Югославии. Читаку также выступал в качестве делегата от послевоенных правительств Албании на международных конференциях и совещаниях.
Будучи скромным человеком по своей природе, Читаку тем не менее не смог избежать политического преследования со стороны клана Ходжи и смещения, которое коснулось большинства ключевых деятелей Коммунистической партии времён Второй мировой войны. Он был исключён из партии в ходе её I съезда в ноябре 1948 года, но без каких-либо более серьёзных последствий для себя. С этого момента он вёл себя очень сдержанно. Некоторое время Читаку занимал пост главы албанского Сберегательного банка, а позже и вовсе был реабилитирован. Он редко выходил из своего дома, и большинство албанцев даже не знали, жив ли он. Читаку умер, дожив до преклонного возраста 4 или 5 апреля 1990 года. На его похоронах присутствовали члены Политбюро ЦК Албанской партии труда Рита Марко и Мануш Мюфтиу, а также кандидаты в его члены Пирро Конди, Кичо Мустаки и Ламби Гегприфти.
Одна из улиц Тираны носит его имя.